# Gmane

Logo von Gmane

Gmane (englisch [meɪn]) ist ein Mail2News-Gateway.

## Dienst
Benutzer können über Gmane Mailinglisten mit einem Newsreader über NNTP lesen und Mails an die Listen versenden, ohne sie persönlich abonniert zu haben. Neben dem Zugang über NNTP steht auch ein Webinterface für den Zugriff über einen Webbrowser zur Verfügung.
Gmane versteht sich als Archiv, es werden also keine alten Mails gelöscht. Auf alle Beiträge kann über einen Permalink zugegriffen werden. Wenn eine Mailingliste neu bei Gmane angemeldet wird, kann das Archiv der Liste in Gmane importiert werden. Außerdem besteht eine Suchfunktion für einzelne Mailinglisten und für das gesamte Archiv. Der Schwerpunkt des Angebots liegt bei Mailinglisten zu Freien Software-Projekten.
E-Mails von Listen werden mit SpamAssassin und einem Antivirenprogramm überprüft, so dass der Benutzer nicht durch Spam-E-Mails (UBE/UCE) und Viren gestört wird. Ausgehende Nachrichten werden durch TMDA überprüft, damit sichergestellt wird, dass es sich nicht um Spam handelt.

## Geschichte
Gegründet wurde das Projekt 2001 vom norwegischen Programmierer Lars Magne Ingebrigtsen, der auch der Maintainer des Newsreaders Gnus ist.
2016 wurde das Web-Interface von Gmane vom Netz genommen. Ingebrigtsen sprach von einem möglichen Ende des bisher privat betriebenen Projekts. Als Gründe nannte er DDoS-Angriffe, häufige Bitten um nachträgliche Entfernung von Informationen sowie Gerichtsverfahren.
Schon September 2016 nahm der Dienst wieder den Betrieb auf, diesmal unter der Leitung der Yomura Corporation. Der neue Betreiber bezeichnet das „neue Gmane“ als „Gmane v2“. Seit Ende März 2019 war die Website von Gmane nicht erreichbar. Im Januar 2020 wurden 15,000 Mailinglisten auf news.gmane.io migriert, welche wieder von Newsreadern zugreifbar sind.

## Gwene
Parallel besteht der Dienst Gwene, mit dem man RSS-Feeds über einen Newsreader lesen kann. Auch dieses Schwesterprojekt erfuhr, wie Gmane, 2016 eine kurze Unterbrechung, wurde dann aber seit September 2016 wieder fortgeführt.